# Rodrigo Longo Freitas
Rodrigo Longo Freitas, mais conhecido como Digão (Rio de Janeiro, 13 de março de 1993), é um ex-futebolista brasileiro que atua como lateral-direito e volante. 

## Carreira

### Flamengo
Digão, como é conhecido, chegou nas categorias de base do Flamengo com apenas oito anos de idade vindo do Barcelona do Rio de Janeiro. Conquistou, de forma invicta, o Campeonato Carioca Juvenil em 2010.
Em 2011, ganhou a chance de disputar a tradicional Copa São Paulo de Futebol Júnior, competição na qual foi campeão. Foi chamado pelo então treinador do Rubro-Negro Vanderlei Luxemburgo para a equipe principal em virtude da convocação de Rafael Galhardo para a Seleção Brasileira Sub-20. Estreou profissionalmente no amistoso contra o Londrina num empate por 0 a 0. Acabou ficando sem espaço e voltou para a base. Disputou a Copa Libertadores da América Sub-20 e o Torneio Tirrenoe Sport na Itália. Se sagrou campeão do Torneio Octávio Pinto Guimarães, seu quinto título com a camisa rubro-negra. Ao final do ano, ainda participou do Campeonato Brasileiro Sub-20.
No começo de 2012, foi novamente relacionado para a disputa da Copa São Paulo de Futebol Júnior. Digão junto com a equipe rubro-negra acabou não indo tão bem como no ano anterior, deixando a competição ainda na fase de grupos. Um dia após a eliminação na Copinha, o lateral-direito se apresentou em Londrina para fazer a pré-temporada com time principal. Fez sua estreia em partidas oficiais no Campeonato Carioca de 2012 contra o Bonsucesso, onde entrou no segundo tempo no lugar de João Felipe. Voltou novamente para a base e sagrou-se bicampeão do Torneio Octávio Pinto Guimarães.
Disputou a Copa São Paulo de Futebol Júnior pela terceira vez, sendo novamente eliminado com a equipe rubro-negra na fase de grupos. Já pelos profissionais, estreou como titular na vitória por 3 a 1 contra o Macaé, em partida válida pelo Campeonato Carioca de 2013. Sem muitas opções para substituir Léo Moura na posição, fez sua estreia pelo Campeonato Brasileiro na derrota por 1 a 0 para o Grêmio. Digão teve seu contrato renovado até dezembro de 2014. No final do ano, se consagrou campeão da Copa do Brasil.

### América de Natal
Sem muitas chances no time principal do Flamengo com a chegada do lateral-direito Léo para ser o reserva de Léo Moura, foi emprestado para o América de Natal em junho de 2014 até o fim do mesmo ano.

## Estatísticas
Até 7 de outubro de 2015.

### Clubes
| Clube             | Temporada         | Campeonato nacional | Campeonato nacional | Campeonato nacional | Copa nacional[a] | Copa nacional[a] | Copa nacional[a] | Competições continentais[b] | Competições continentais[b] | Competições continentais[b] | Outros torneios[c] | Outros torneios[c] | Outros torneios[c] | Total | Total | Total   |
| Clube             | Temporada         | Jogos               | Gols                | Assist.             | Jogos            | Gols             | Assist.          | Jogos                       | Gols                        | Assist.                     | Jogos              | Gols               | Assist.            | Jogos | Gols  | Assist. |
| ----------------- | ----------------- | ------------------- | ------------------- | ------------------- | ---------------- | ---------------- | ---------------- | --------------------------- | --------------------------- | --------------------------- | ------------------ | ------------------ | ------------------ | ----- | ----- | ------- |
| Flamengo          | 2011              | —                   | —                   | —                   | —                | —                | —                | —                           | —                           | —                           | 1                  | 0                  | 0                  | 1     | 0     | 0       |
| Flamengo          | 2012              | —                   | —                   | —                   | —                | —                | —                | —                           | —                           | —                           | 1                  | 0                  | 0                  | 1     | 0     | 0       |
| Flamengo          | 2013              | 7                   | 0                   | 0                   | 1                | 0                | 0                | —                           | —                           | —                           | 1                  | 0                  | 1                  | 9     | 0     | 1       |
| Flamengo          | 2014              | 0                   | 0                   | 0                   | 0                | 0                | 0                | 0                           | 0                           | 0                           | 5                  | 0                  | 0                  | 5     | 0     | 0       |
| Flamengo          | Total             | 7                   | 0                   | 0                   | 1                | 0                | 0                | 0                           | 0                           | 0                           | 8                  | 0                  | 1                  | 16    | 0     | 1       |
| América de Natal  | 2014              | 0                   | 0                   | 0                   | 0                | 0                | 0                | —                           | —                           | —                           | —                  | —                  | —                  | 0     | 0     | 0       |
| América de Natal  | Total             | 0                   | 0                   | 0                   | 0                | 0                | 0                | 0                           | 0                           | 0                           | 0                  | 0                  | 0                  | 0     | 0     | 0       |
| Volta Redonda     | 2015              | —                   | —                   | —                   | —                | —                | —                | —                           | —                           | —                           | 1                  | 0                  | 0                  | 1     | 0     | 0       |
| Volta Redonda     | Total             | 0                   | 0                   | 0                   | 0                | 0                | 0                | 0                           | 0                           | 0                           | 1                  | 0                  | 0                  | 1     | 0     | 0       |
| Portuguesa        | 2016              | 13                  | 13                  | 13                  | 3                | 3                | 3                | —                           | —                           | —                           | 0                  | 0                  | 0                  | 0     | 0     | 2       |
| Portuguesa        | Total             | 0                   | 0                   | 0                   | 0                | 0                | 0                | 0                           | 0                           | 0                           | 0                  | 0                  | 0                  | 0     | 0     | 0       |
| Total na carreira | Total na carreira | 7                   | 0                   | 0                   | 1                | 0                | 0                | 0                           | 0                           | 0                           | 9                  | 0                  | 1                  | 17    | 0     | 1       |

- a. ^ Jogos da Copa do Brasil
- b. ^ Jogos da Copa Sul-Americana e Copa Libertadores
- c. ^ Jogos do Jogo amistoso e Campeonato Carioca

## Títulos
Flamengo
- Campeonato Carioca Sub-17: 2010
- Copa São Paulo de Futebol Júnior: 2011
- Taça Guanabara: 2011, 2014
- Campeonato Carioca: 2011, 2014
- Torneio Octávio Pinto Guimarães: 2011 e 2012
- Copa do Brasil: 2013
- Taça Guanabara: 2014
- Torneio Super Clássicos: 2013, 2014